# Mark McKenna
Mark McKenna (Dublin, 5 de mayo de 1995) es un actor, cantante, compositor y productor  irlandés. Es conocido por haber protagonizado la película Sing Street y la serie Wayne de YouTube Premium/Prime Video.

## Carrera
McKenna hizo su debut cinematográfico en 2016 en Sing Street . Fue el cantante principal/guitarrista de la banda The Girl Talk. McKenna ahora es el cantante principal/guitarrista de la banda Milk. McKenna consiguió su primer papel principal en la serie de televisión estadounidense Wayne, que se estrenó el 16 de enero de 2019. McKenna publica demos bajo el nombre de LOVERBOY en SoundCloud desde 2016. El 16 de noviembre de 2019, se anunció que interpretaría el papel de Simon en el piloto de la serie One of Us Is Lying de la NBC, basado en la exitosa novela de misterio de Karen M. McManus .

## Filmografía
| Año  | Título                  | Personaje                       | Notas |
| ---- | ----------------------- | ------------------------------- | ----- |
| 2016 | Sing Street             | Eamon                           |       |
| 2018 | Overlord                | Soldado de primera clase Murphy |       |
| 2020 | The Winter Lake         | Col                             |       |
| 2020 | The Miracle Club        | George Hennessy                 |       |
| 2024 | Small Things Like These | Ned                             |       |

### Televisión
| Año       | Título              | Personaje                                                     | Notas               |
| --------- | ------------------- | ------------------------------------------------------------- | ------------------- |
| 2017      | Redwater            | Jimmy                                                         | 2 episodios         |
| 2019      | Wayne               | Wayne                                                         | Personaje Principal |
| 2021-2022 | One of Us Is Lying  | Personaje Principal (1er temporada); invitado (2da temporada) |                     |
| 2023      | Most Dangerous Game | Taft (4 episodios)                                            |                     |
| 2024      | The Tourist         | Fergal McDonnell                                              | Personaje Principal |